# Velika Barna
Pour les articles homonymes, voir Barna.
Velika Barna est un village de la municipalité de Grubišno Polje (Comitat de Bjelovar-Bilogora) en Croatie. Au recensement de 2001, le village comptait 411 habitants.